# Прапор ассирійців
Прапор ассирійців (сир. ܐܬܐ ܐܬܘܪܝܬܐ ʾāṯā ʾāṯōrāytā або ܐܬܐ ܕܐܬܘܪ ʾāṯā d-ʾāṯōr) — прапор, який широко використовується для представлення ассирійського народу на батьківщині та в діаспорі. Його два компоненти, зірка Уту/Шамаш, яка була символом бога Шамаша, і яка також стандартно використовувалася на стовпах з часів Аккадської імперії як символ нації, поєднується з давнім символом бога Ашшура.
Джордж Біт Атанус вперше розробив прапор у 1968 році; Ассирійський універсальний альянс, Ассирійська національна федерація та Демократична партія Бет-Нахрейн прийняли прапор у 1971 році. Прапор має біле тло із золотим колом у центрі, оточеним чотирикутною зіркою синього кольору. Чотири триколірні (червоно-біло-сині) хвилясті смуги, що розширюються, з'єднують центр з чотирма кутами прапора. Над центром зображено фігуру дохристиянського ассирійського бога Ашшура, відомого з іконографії залізного віку.

## Символіка
Золоте коло в центрі символізує сонце, яке, вибухаючи і стрибаючи полум'ям, генерує тепло і світло, щоб підтримувати землю і все живе на ній. Чотирикутна зірка, що оточує сонце, символізує землю, а її блакитний колір символізує спокій.
Хвилясті смуги, що простягаються від центру до чотирьох кутів прапора, символізують три головні річки батьківщини ассирійців: Тигр, Євфрат і Великий Заб. Лінії невеликі в центрі і стають ширшими в міру того, як вони розходяться від кола. Темно-синій колір символізує Євфрат. Червоні смуги, криваво-червоний відтінок яких символізує мужність, славу і гордість, представляють Тигр. Білі лінії між двома великими річками символізують Великий Заб; його білий колір означає спокій і мир. Дехто вважає, що червоний, білий і синій кольори зберуть усіх ассирійців на батьківщині, щоб стати сильними і боротися за те, чого вони хочуть, і за те, що вони здобули.
Зірка на прапорі — це старий зоряний символ, що асоціюється з Шамашем, також відомим як Уту, божеством сонця, що також асоціюється з планетою Сатурн. Йому поклонялися в стародавній Месопотамії. Очевидно, він був божеством, яке дарувало божественні закони таким лідерам, як Хаммурапі, Ур-Намму та Гудеа.
Фігура лучника символізує дохристиянського бога Ашшура.

## Історичні прапори

Ассирійський прапор, розроблений до Першої світової війни і використовувався до 1975 року

Прапор, який використовували ассирійські добровольці під час Першої світової війни

До Першої світової війни західні ассирійці з турецького регіону Тур-Абдін розробили ассирійський прапор, що складався з горизонтального триколора з рожевим, білим і червоним кольорами, з трьома білими зірками у верхній частині. Рожева, біла і червона смуги символізували лояльність, чистоту і рішучість ассирійського народу, а три білі зірки — три назви або складові частини ассирійської нації: ассирійці, сирійці і халдеї.
Цей прапор використовувався під час зустрічей делегацій з ассирійськими політиками та західними державами після Першої світової війни. Він також використовувався Ассирійською національною федерацією, пізніше перейменованою на Ассирійську американську федерацію та Ассирійську американську національну федерацію, з моменту її заснування в 1933 році до 1975 року, коли вони прийняли сучасний ассирійський прапор.
Під час Першої світової війни ассирійські добровольці під командуванням Ага-Петроса використовували червоний прапор з білим хрестом. Бойовим прапором Ага-Петроса був прапор Добровольців, але з шовку, із золотою бахромою, а над хрестом було написано ассирійською мовою: «Довіряй Богу і йди за Хрестом».

## Галерея
Варіанти

Ассирійський прапор із зображенням Ашшура червоного кольору (прийнятий у 1971 році)[11].
Ассирійський прапор із зображенням Ашшура у відтінках золотого і синього, прийнятий Ассирійським універсальним альянсом[12].
Ассирійський прапор із зображенням Ашшура в золоті[13][14].
Ассирійський прапор без зображення Ашшура. Ця версія використовувалася підрозділами захисту Ніневійської рівнини[15].

Натхнення

Ассирійська зірка на прапорі 1968 року запозичена з давнього ассиро-вавилонського символу Шамаш.Ассирійська зірка на прапорі 1968 року запозичена з давнього ассиро-вавилонського символу Шамаш[16].
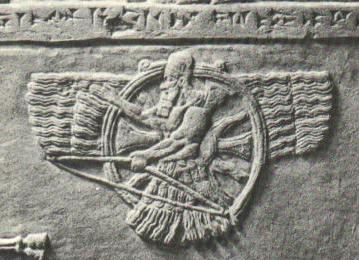
Фігура «лучника у пір'ї» на прапорі 1968 року натхненна іконографією періоду Ассирійської імперії.
Стилізована версія сонячного символу Шамаша.
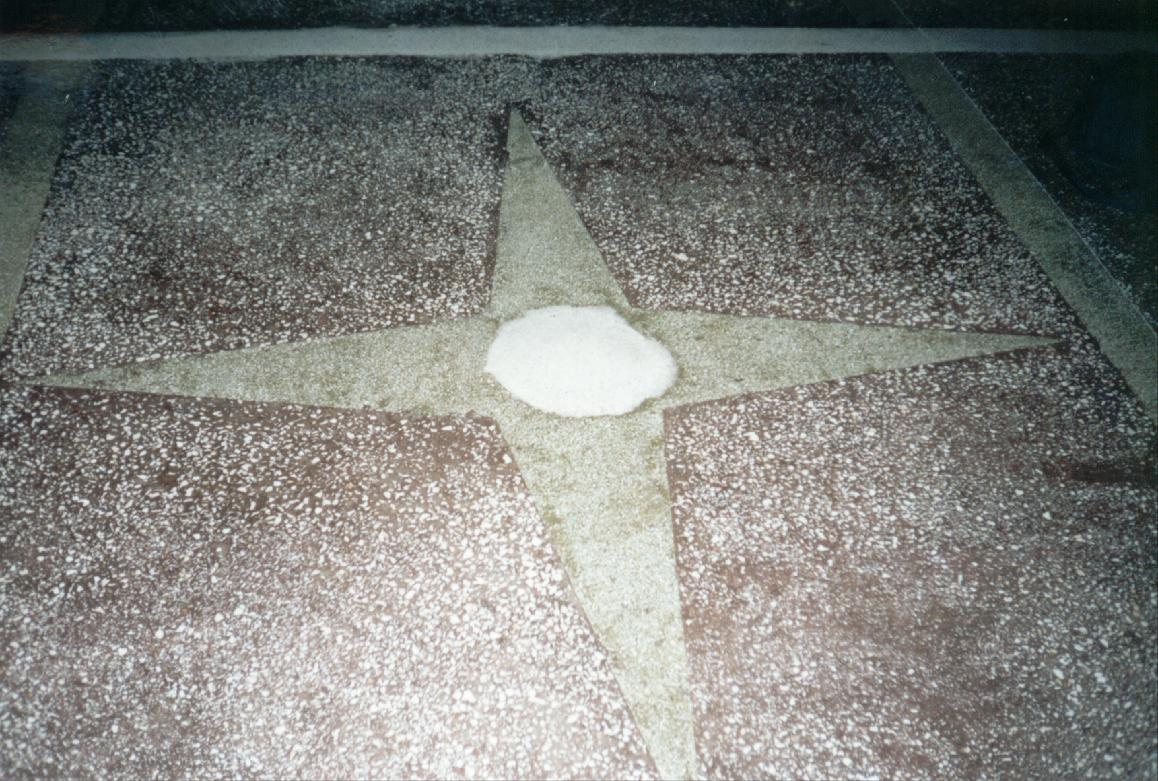
Символ зірки в монастирі Мор Габріель.